# Agustín Pérez Pardella
Agustín Pérez Pardella (* 4. April 1928 in Buenos Aires; † 2. August 2004 ebenda) war ein argentinischer Schriftsteller.
Pérez studierte Philosophie bei Carlos Astrada an der Universidad de Buenos Aires. Er war Offizier der Handelsmarine, gründete Bibliotheken für Fahrgastschiffe und organisierte Sprachkurse für italienische Passagiere auf der Seereise von Neapel nach Buenos Aires. Von 1996 bis 1999 war er Generaldirektor des Centro Cultural General San Martín. Außerdem war er Präsident der Sociedad Argentina de Autores (SADE) und Mitglied der Academia Nacional San Martiniana.
Neben Gedichten und Romanen verfasste Pérez Theaterstücke, Drehbücher für Film und Fernsehen und Opernlibretti. Er wurde 1999 mit dem Großen Ehrenpreis der argentinischen Schriftstellervereinigung (SADE) ausgezeichnet. Die Stadt Buenos Aires ehrte ihn 2003 für seine Verdienste um die argentinische Literatur und Kultur. 2004 nominierte ihn die SADE für den Literaturnobelpreis.

## Werke
- Lyrik
  - Palabra y Sangre
  - Suma de Quebrados
  - El hombre número veinte
- Romane, Erzählungen 
  - Lucas Mael
  - La asfixia viene del Norte
  - Matar a su Excelencia
  - El despelote
  - El carro de Elías
- Historische Werke
  - La Difunta Correa
  - El ocaso del Guerrero
  - Camila
  - La caída de Buenos Aires
  - América contra América
  - Cristo, los judios y el Cesar
  - Cuando el mundo era de España
  - El Libertador Cabalga
  - Así murieron
- Schauspiel
  - Masada
  - Judas
  - Savonarola
  - Contragolpe
  - Las siete muertes del General
  - La barraca de fuego
  - La mujer del Toboso
  - Guayaquil
  - 31 de Diciembre
  - Los Presidentes
  - Poncio Pilato
  - Evita la mujer del siglo
  - Camila
- Fernsehskripts
  - Primera Fundación de Buenos Aires
  - Maten a los Urquiza
  - Camila
  - El gaucho Rivero
  -  Almirante
  - Lucía Miranda
  - El fusilamiento de Dorrego
  - El Supremo Entrerriano
  - Amor a muerte
  - Vaya nomás, Chilavert
  - El Aviador
  - La Perichona
  - Pizarro
  - Juana de Arco
  - Rasputín
  - Socrates
  - Van Gogh
  - Cleopatra
  - La verdadera historia de la Virgen de Luján
- Opernlibretti
  - Guayaquil (Musik von Mario Perusso)
  - Cantata al General José de San Martín (Musik von Luis María Serra)
  - Marilyn
  - Gardel, Borges, Gardel
- Filmdrehbücher
  - Malvinas contra Malvinas
  - Facundo
  - El Che
  - Aconcagua Incident
  - Juana Azurduy
  - El ocaso del Guerrero
  - Camila
  - Guemes
  - Ultimo set
  - Cianuro y buenas maneras
  - Mas allá del sol
  - America versus America
- Essay
  - El Tango